# デヴィン・パトリック
デヴィン・パトリック（Devin Patrick、1980年8月21日 - ）は、アメリカ合衆国カリフォルニア州ロサンゼルス出身の男性フィギュアスケート選手。パートナーは川口悠子など。

## 経歴
- 2000年よりエマ・フィッブスとペアを組んでいたが2003年にペア解消。
- 2004年に川口悠子とペアを結成し、日本所属となり全日本フィギュアスケート選手権優勝。
- 2005-2006年シーズンよりアメリカ所属となり、2006年全米フィギュアスケート選手権では15位。同年ペアを解消。

## 主な戦績
- 戦績は川口悠子と組んで以降。

| 大会/年      | 2004-05 | 2005-06 |
| ------------ | ------- | ------- |
| 全日本選手権 | 1       |         |
| 全米選手権   |         | 15      |